# میپل اتومبیل
میپل اتومبیل (انگلیسی: Maple) شرکت خودروسازی چینی است، که در سال ۲۰۰۰ تأسیس شد.